# 老松一吉

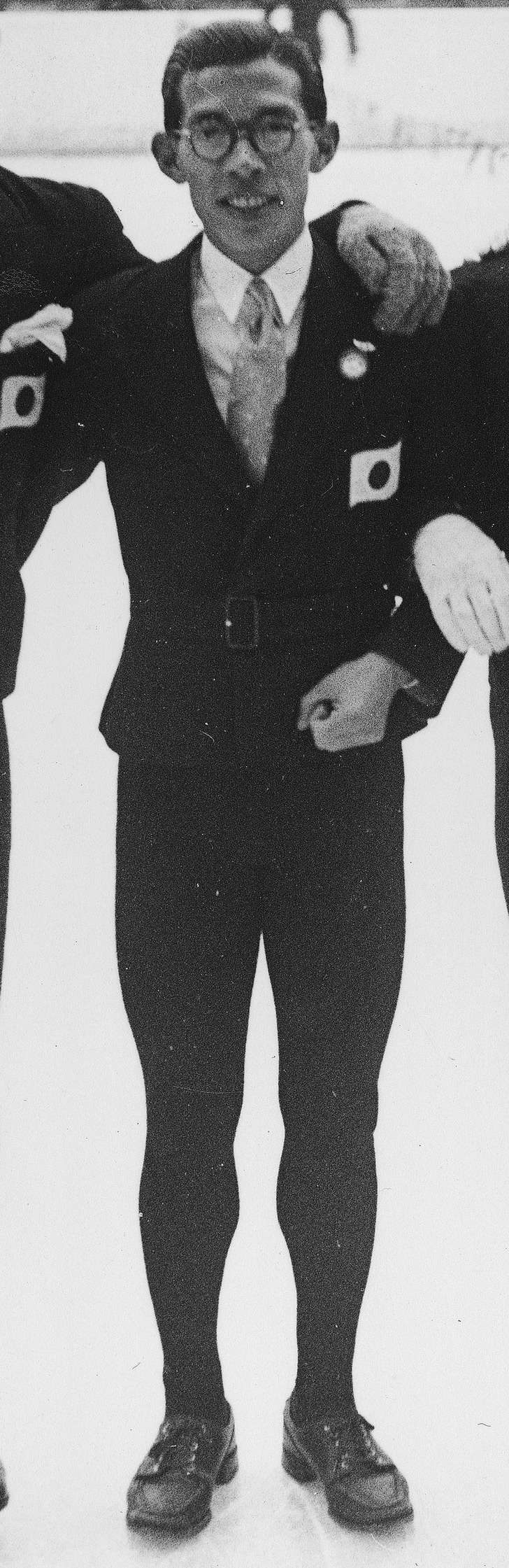
1936年

老松 一吉（おいまつ かずよし、おいまつ かずきち、1911年(明治44年)10月30日 - 2001年(平成13年)3月24日）は、日本の男性フィギュアスケート選手。富山県東礪波郡出町（現・砺波市）出身。1932年レークプラシッドオリンピック、1936年ガルミッシュ・パルテンキルヘンオリンピック男子シングル日本代表。ガルミッシュ・パルテンキルヘンオリンピックでは日本選手団の旗手。日本初のフィギュアスケートのオリンピック代表選手の一人。

## 経歴
中学2年の時、大阪でスケートを始める。1930年(昭和5年)、第1回全日本選手権に最年少で出場し5位に入る。翌1931年、第2回全日本選手権では優勝する。1932年(昭和7年)には北米に遠征し、1932年レークプラシッドオリンピックで9位、世界選手権で7位となった。
1933年、第4回全日本選手権で2位。1935年、第6回全日本選手権で3位。1935年11月のオリンピック最終予選で3位となり、代表となった。翌1936年(昭和11年)には欧州に遠征し、ヨーロッパ選手権で9位、1936年ガルミッシュ・パルテンキルヘンオリンピックで20位、世界選手権では15位となった。

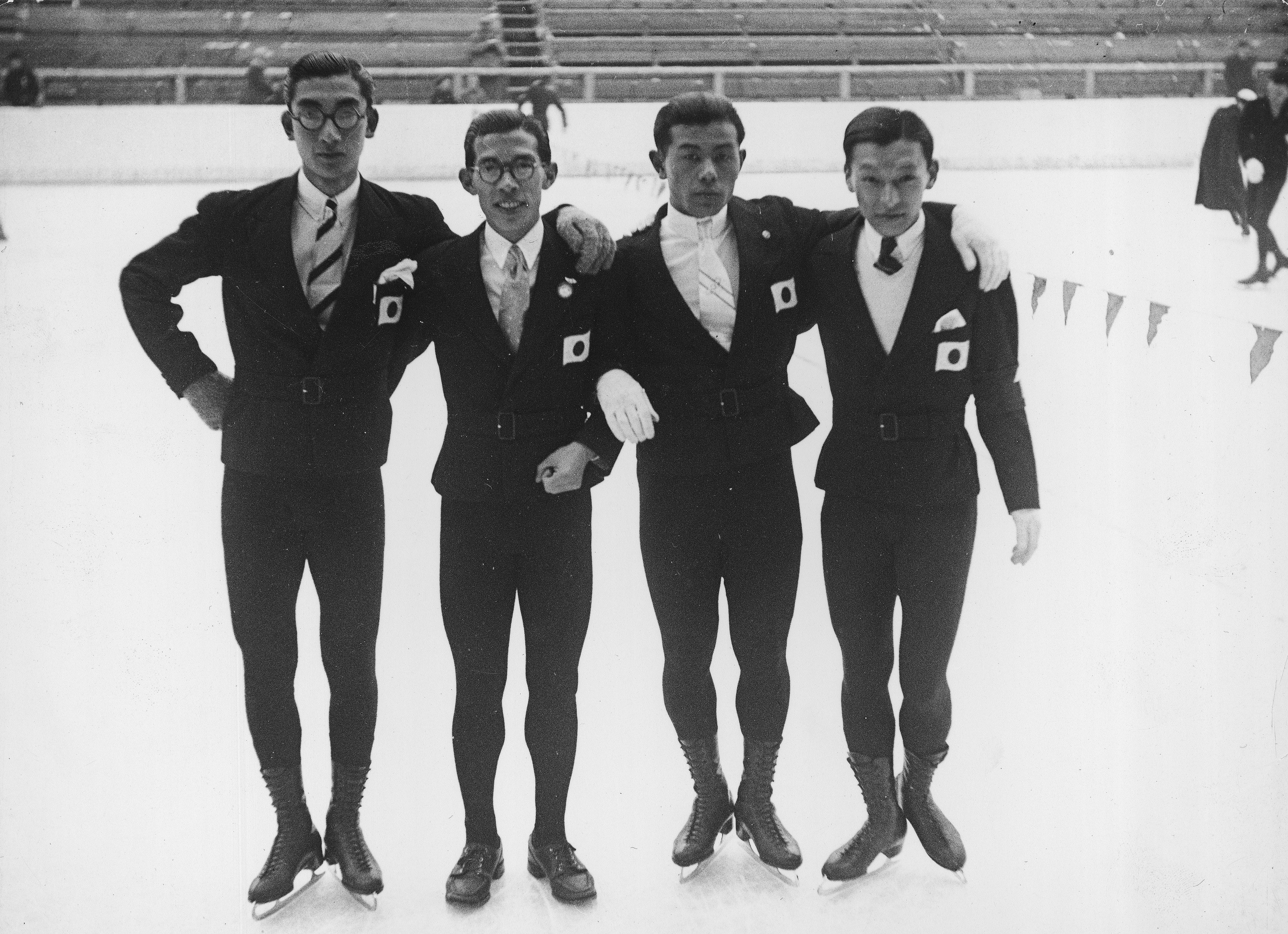
1936年冬季オリンピックの日本男子選手たち。左から長谷川次男、老松一吉、片山敏一、渡辺善次郎。

戦後、フィギュアスケートのコーチとなる。

## 主な戦績
| 大会/年          | 1929-30 | 1930-31 | 1931-32 | 1932-33 | 1933-34 | 1934-35 | 1935-36 |
| ---------------- | ------- | ------- | ------- | ------- | ------- | ------- | ------- |
| オリンピック     |         |         | 9       |         |         |         | 20      |
| 世界選手権       |         |         | 7       |         |         |         | 15      |
| ヨーロッパ選手権 |         |         |         |         |         |         | 9       |
| 全日本選手権     | 5       | 1       |         | 2       | 7       | 3       |         |

オリンピック出場のため、1932年と1936年の全日本選手権には出場していない。

## 著作
- 老松 一吉 「我國スケート界の躍進」 『家事と衛生』 Vol. 11 (1935) No. 2 P 67-68 JOI:JST.Journalarchive/seikatsueisei1925/11.2_67